# Biathlon-Weltmeisterschaften 1977
Die 15. Biathlon-Weltmeisterschaften fanden 1977 im norwegischen Vingrom (Lillehammer) statt. Die Juniorenweltmeisterschaften wurden in Kurikka in Finnland ausgetragen.
Im Vorjahr gab es die Olympischen Winterspiele in Innsbruck. Deshalb wurden 1976 Biathlon-Weltmeisterschaften nur in der noch nicht olympischen Disziplin Sprint durchgeführt.

## Männer

### Sprint 10 km
| Platz | Sportler           | Zeit [min] | Schießfehler |
| ----- | ------------------ | ---------- | ------------ |
| 01    | Alexander Tichonow | 32:47,8    | 0 (0+0)      |
| 02    | Nikolai Kruglow    | 33:45,1    | 1 (1+0)      |
| 03    | Alexander Uschakow | 33:12,4    | 1 (0+1)      |
| 04    | Hans Estner        | 34:32,9    | 1 (1+0)      |
| 05    | Heikki Ikola       | 34:40,6    | 2 (0+2)      |
| 06    | Roar Nilsen        | 34:52,1    | 2 (1+1)      |
| 07    | Heinrich Mehringer | 34:54,5    | 2 (1+1)      |
| 08    | Lino Jordan        | 34:54,8    | 2 (0+2)      |
| 09    | Tor Svendsberget   | 34:58,0    | 2 (0+2)      |
| 10    | Erkki Antila       | 35:00,6    | 4 (0+4)      |
| 11    | Hansruedi Süssli   | 35:10,9    | 1 (1+0)      |
| 12    | Klaus Siebert      | 35:14,9    | 3 (2+1)      |
|       |                    |            |              |
| 14    | Manfred Geyer      | 35:17,7    | 1 (1+0)      |
| 15    | Manfred Beer       | 35:19,9    | 1 (0+1)      |
|       |                    |            |              |
| 29    | Andreas Richter    | 36:34,5    | 3 (1+2)      |
| 30    | Gerhard Winkler    | 36:42,9    | 3 (1+2)      |
|       |                    |            |              |
| 35    | Alfred Eder        | 37:30,7    | 2 (0+2)      |
| 36    | Alois Kanamüller   | 37:45,4    | 3 (1+2)      |
| 37    | Paul Brunner       | 37:47,9    | 4 (1+3)      |
| 38    | Albert Mächler     | 38:03,8    | 5 (2+3)      |
| …     |                    |            |              |

Datum: 12. März

### Einzel 20 km
| Platz | Sportler           | Zeit [h]  | Schießfehler |
| ----- | ------------------ | --------- | ------------ |
| 01    | Heikki Ikola       | 1:10:51,8 | 1 (0+0+0+1)  |
| 02    | Sigleif Johansen   | 1:11:16,3 | 2 (0+0+1+1)  |
| 03    | Alexander Tichonow | 1:11:18,1 | 4 (2+0+0+2)  |
| 04    | Alexander Rastopin | 1:11:24,9 | 1 (1+0+0+0)  |
| 05    | Manfred Beer       | 1:11:27,7 | 1 (1+0+0+0)  |
| 06    | Nikolai Kruglow    | 1:11:32,1 | 2 (1+0+0+1)  |
| 07    | Simo Halonen       | 1:12:10,0 | 4 (0+2+2+0)  |
| 08    | Tor Svendsberget   | 1:12:12,4 | 2 (1+0+1+0)  |
| 09    | Svein Engen        | 1:12:37,1 | 4 (0+1+0+3)  |
| 10    | Alexander Uschakow | 1:12:38,2 | 3 (1+1+0+1)  |
| 11    | Manfred Geyer      | 1:13:28,3 | 3 (1+0+1+1)  |
|       |                    |           |              |
| 18    | Hans Estner        | 1:15:45,2 | 4 (0+1+1+2)  |
|       |                    |           |              |
| 24    | Klaus Siebert      | 1:16:30,2 | 9 (0+1+3+5)  |
|       |                    |           |              |
| 28    | Albert Mächler     | 1:17:30,1 | 3 (1+0+1+1)  |
| 29    | Alois Kanamüller   | 1:18:15,5 | 5 (0+3+0+2)  |
| 30    | Paul Brunner       | 1:18:20,4 | 6 (1+2+2+1)  |
|       |                    |           |              |
| 32    | Hansruedi Süssli   | 1:18:30,7 | 6 (0+2+0+4)  |
|       |                    |           |              |
| 34    | Eberhard Rösch     | 1:18:52,8 | 9 (2+1+0+6)  |
|       |                    |           |              |
| 39    | Klaus Gehrke       | 1:20:41,3 | 8 (0+2+0+6)  |
|       |                    |           |              |
| 41    | Alfred Eder        | 1:22:14,4 | 8 (0+5+1+2)  |
| 42    | Emil Süssli        | 1:22:40,9 | 7 (1+1+1+4)  |
| …     |                    |           |              |

Datum: 10. März

### Staffel 4 × 7,5 km
| Platz | Land/Sportler                                                                                         | Zeit [h]  | Schießfehler                  |
| ----- | --- | --------- | ----------------------------- |
| 01    | Sowjetunion 0000Alexander Jelisarow 0000Alexander Uschakow 0000Nikolai Kruglow 0000Alexander Tichonow | 1:48:10,8 | 0+0                           |
| 02    | Finnland 0000Erkki Antila 0000Raimo Seppänen 0000Simo Halonen 0000Heikki Ikola                        | 1:49:55,9 | 0+2 0+0                       |
| 03    | DDR 0000Manfred Beer 0000Klaus Siebert 0000Frank Ullrich 0000Manfred Geyer                            | 1:50:52,5 | 0+0                           |
| 04    | Norwegen 0000Tor Svendsberget 0000Roar Nilsen 0000Svein Engen 0000Sigleif Johansen                    | 1:51:43,9 | 0+1 0+0 0+1 0+0               |
| 05    | BR Deutschland 0000Hans Estner 0000Gerhard Winkler 0000Alois Kanamüller 0000Heinrich Mehringer        | 1:55:05,8 | 0+2 0+0 0+1 0+0 0+1           |
| 06    | Frankreich 0000René Arpin 0000Marius Falquy 0000Denis Sandona 0000André Geourjon                      | 1:55:21,1 | 0+1 0+0                       |
| 07    | Italien 0000Luigi Weiss 0000Giuliano Spiller 0000Lino Jordan 0000Willy Bertin                         | 1:57:10,2 | 2 k. A. k. A. k. A. k. A.     |
| 08    | Schweden 0000Mats Ake Lantz 0000Gunar Hannu 0000Per Andersson 0000Nils Ake Rusk                       | 1:57:44,2 | 0 k. A. k. A. k. A. k. A.     |
| 09    | Schweiz 0000Paul Brunner 0000Albert Mächler 0000Emil Süssli 0000Hansruedi Süssli                      | 1:58:04,5 | 2+1 0+0                       |
| 10    | USA 0000Lyle Nelson 0000Peter Hoag 0000Robert Foote 0000Rusty Scott                                   | 2:02:33,5 | k. A. k. A. k. A. k. A. k. A. |
| 11    | Großbritannien 0000Paul Gibbins 0000Keith Oliver 0000Graeme Ferguson 0000Philipp Jacklin              | 2:03:27,4 | k. A. k. A. k. A. k. A. k. A. |

Datum: 13. März

## Medaillenspiegel
| Platz | Land                            | Gold | Silber | Bronze | Gesamt |
| ----- | ------------------------------- | ---- | ------ | ------ | ------ |
| 1     | Sowjetunion                     | 2    | 1      | 2      | 5      |
| 2     | Finnland                        | 1    | 1      | 0      | 2      |
| 3     | Norwegen                        | 0    | 1      | 0      | 1      |
| 4     | Deutsche Demokratische Republik | 0    | 0      | 1      | 1      |

| Platz | Sportler            | Gold | Silber | Bronze | Gesamt |
| ----- | ------------------- | ---- | ------ | ------ | ------ |
| 1     | Alexander Tichonow  | 2    | 0      | 1      | 3      |
| 2     | Heikki Ikola        | 1    | 1      | 0      | 2      |
| 2     | Nikolai Kruglow     | 1    | 1      | 0      | 2      |
| 4     | Alexander Uschakow  | 1    | 0      | 1      | 2      |
| 5     | Alexander Jelisarow | 1    | 0      | 0      | 1      |
| 6     | Sigleif Johansen    | 0    | 1      | 0      | 1      |
| 6     | Erkki Antila        | 0    | 1      | 0      | 1      |
| 6     | Raimo Seppänen      | 0    | 1      | 0      | 1      |
| 6     | Simo Halonen        | 0    | 1      | 0      | 1      |
| 10    | Manfred Beer        | 0    | 0      | 1      | 1      |
| 10    | Klaus Siebert       | 0    | 0      | 1      | 1      |
| 10    | Frank Ullrich       | 0    | 0      | 1      | 1      |
| 10    | Manfred Geyer       | 0    | 0      | 1      | 1      |